# 卢瓦松河
卢瓦松河（法語：Loison，法語發音：[lwazɔ̃]）是法国大東部大區默兹省的河流，是希耶尔河的左支流，长52.8千米。